# 科勒爾 (伊利諾伊州)
科勒爾（英語：Coral）是位於美國伊利諾伊州麥克亨利縣的一個非建制地區。該地的面積和人口皆未知。

## 地理
科勒爾的座標為42°13′03″N 88°33′53″W / 42.21750°N 88.56472°W，而該地的平均海拔高度為278米（即912英尺）。